# Dick’s Picks Volume 1
Dick’s Picks Volume 1 ist ein Live-Doppelalbum der Band Grateful Dead und das erste der Dick’s Picks-Serie.

## Geschichte
Das Album wurde bei einem Auftritt am 19. Dezember 1973 im Curtis Hixon Convention Center in Tampa, Florida, aufgenommen und im Dezember 1993 veröffentlicht.
Hinter der Dick’s Picks-Serie steht dieselbe Idee wie hinter der Vault-Serie: Man wollte sich vermehrt um die Fans (Deadheads) kümmern, die seit jeher in den sogenannten taping areas bei Konzerten Bootlegs erstellten, diese untereinander tauschen und weiter verteilten. Grateful Dead konnte zumeist dieselben Songs von denselben Konzerten in einer besseren Aufnahmequalität anbieten oder diese im Nachhinein überarbeiten, um sie in einer besseren Qualität auf den Markt zu bringen.

Der Unterschied zu den bisherigen Live-Alben und somit auch zur Vault-Serie ist, dass diese Alben bisher immer mit Mehrspurrekorder aufgenommen und weiter bearbeitet wurden, bevor sie veröffentlicht wurden. Die Dick’s Picks-Serie ist dagegen eine Stereoaufnahme (Zweispur-Band-Aufnahme). Somit hat sich die Band entschieden, auch die Aufnahmen von vermeintlich minderer Qualität auf den Markt zu bringen. Um darauf hinzuweisen, ist die CD mit einem Caveat-emptor-Sticker versehen. Auch wird dies auch auf der Rückseite des Covers des Albums bestätigt: 

„The recording herein has been lovingly remastered directly from the original two-track master tape and is therefore not immune to the various glitches, splices, reel changes and other aural gremlins contained on said original. Dick’s Picks differs from our From The Vault series in that we simply did not have access to complete shows (nor the modern mixing capabilities afforded by multitrack tapes) But we think the historical value and musical quality of these tapes more than compensates for any technical anomalies... In other words what you hear is what you get. And what you get ain't bad!“

Donna Godchaux trat beim Konzert bedingt durch ihre Schwangerschaft nicht mit auf. In den Credits wird sie als giving birth geführt. Zudem war sie nachträglich für Soundeffekte zuständig.
Die Serie selbst wurde von Dick Latvala gestartet, der von 1985 bis zu seinem Tode 1999 der offiziellen Aufnahmearchivist der Band war. Auch nach seinem Tod wurde die Dick’s Picks-Serie von David Lemieux fortgesetzt, unterstützt vom Tontechniker Jeffrey Norman. In vielen Dick’s Picks-Alben wird als Andenken der Name Latvala irgendwo auf dem Cover gezeigt bzw. versteckt. Das sechsunddreißigste Album der Dick’s Picks-Serie wurde im Oktober 2005 veröffentlicht. Ab Vol. 15 wurden die Alben mit HDCD digital überarbeitet.

## Trackliste

### 1993 CD

#### Seite 1
1. Here Comes Sunshine (Hunter, Garcia) – 14:44
2. Big River (Johnny Cash) – 5:22
3. Mississippi Half-Step Uptown Toodleloo (Hunter, Garcia) – 7:31
4. Weather Report Suite
  - Prelude (Weir) – 1:11
  - Part 1 (Andersen, Weir) – 5:19
  - Part 2: Let It Grow (Barlow, Weir) – 9:24
5. Big Railroad Blues (Lewis) – 4:05
6. Playing in the Band (Hunter, Hart, Weir) – 21:11

#### Seite 2
1. He's Gone (Hunter, Garcia) – 10:49
2. Truckin'  (Hunter, Garcia, Lesh, Weir) – 9:18
3. Nobody's Fault But Mine (traditionelles Lied) – 5:53
4. Jam (Grateful Dead) – 8:10
5. The Other One (Kreutzmann, Weir) – 1:57
6. Jam (Grateful Dead) – 6:12
7. Stella Blue (Hunter, Garcia) – 8:43
8. Around and Around (Chuck Berry) – 5:37